# Arsenura sylla
Arsenura sylla — вид павлиноглазок из подсемейства Arsenurinae.

## Распространение
Встречается от Венесуэлы на юг до штата Бразилии Мату-Гросу, а также на запад до Боливии включительно.

## Описание
Самцы имеют подобие хвоста, а самки имеют почти закругленные задние крылья.

## Подвиды
- Подвид: Arsenura sylla sylla
- Подвид: Arsenura sylla niepelti — западная часть Колумбии, Коста-Рика и Эквадор